# Всеобщие выборы в Венесуэле (1993)
Всеобщие выборы 1993 года в Венесуэле — президентские и парламентские выборы, состоявшиеся 5 декабря 1993 года. Президентом во второй раз стал Рафаэль Кальдера от христианско-демократической партии «Национальная конвергенция», который получил 30,5 % голосов. Демократическое действие, хоть и потеряло около трети мест в Национальном конгрессе, тем не менее осталась крупнейшей партией в Палате депутатов и Сенате. Явка избирателей составила рекордно низкие 60,2 %, самый низкий показатель начиная со Второй мировой войны.

## Кампания
Выборы 1993 года проходила на фоне серьёзного экономического кризиса, усугублённого банковским кризисом и коррупционными скандалами. В 1992 году было предпринято две попытки переворота, которые хотя и провалились, но показали, что недовольство политическим истеблишментом широко распространилось даже в армии. В 1993 году были официально обвинены в коррупции и подверглись судебному преследованию бывший президент Хайме Лусинчи (1983—1988) и действующий президент Карлос Андрес Перес. В итоге Лусинчи бежал за границу, а Андрес Перес был отстранён от власти 20 мая 1993 года и также покинул Венесуэлу. Экономические и политические потрясения привели к кризису доверия к традиционным основным партиям, Демократическому действию и КОПЕЙ.
Рафаэль Кальдера, основатель социал-христианской партии КОПЕЙ и один из самых опытных политиков Венесуэлы, решил в очередной раз выдвинуть свою кандидатуру на пост президента, но не смог получить одобрения большинства в своей партии. После этого Кальдера покинул КОПЕЙ и основал христианско-демократическую партию «Национальная конвергенция», которая и выдвинула его на пост главы государства. Кальдеру поддержали 17 малых партий, от крайне левых до центристов, среди которых были Движение к социализму, Демократический республиканский союз, Народное избирательное движение и Коммунистическая партия Венесуэлы. Его предвыборные обещания включали, в том числе, и помилование для заговорщиков 1992 года, в том числе для Уго Чавеса.
Выборы в Конгресс впервые проводились по смешанной избирательной системе, аналогичной немецкой системе, но с некоторыми вариациями. Традиционно доминирующие Демократическое действие и КОПЕЙ поддержали избирательную реформу, посчитав доказанной на примере других стран эффективность новой избирательной системы. Новая система продолжала использовать старую формулу распределения мандатов между штатами, с минимумом в три депутата от каждого штата. Половина депутатов избирались по одномандатным округам, а остальные по закрытым партийным спискам. Для обеспечения большей пропорциональности партии могли получить до пяти дополнительных мест. Также впервые избиратели получили отдельные бюллетени по выборам членов Палаты депутатов, Сената и законодательных собраний штатов.

## Президентские выборы
В общей сложности было официально зарегистрировано 18 кандидатов. Впервые за много лет сразу 4 претендента имели реальные шансы победить на президентских выборах. Все четверо ранее занимали выборные руководящие должности.
- Рафаэль Кальдера (Национальная конвергенция) — адвокат, социолог, политик, писатель и оратор. Самый опытный из всех зарегистрированных кандидатов. Пять раз баллотировался в президенты от основанной им же самим социал-христианской партии КОПЕЙ, президент Венесуэлы в 1963—1968 годах. В шестой раз выдвинул свою кандидатуру от своей новой партии, не найдя поддержки своих амбиций внутри КОПЕЙ. Поддержан рядом малых партий от крайне левых до центристских.
- Клаудио Фермин (Демократическое действие) — политик, социолог и профессор университета Венесуэлы, ранее заместитель министра по делам молодёжи в правительстве президента Хайме Лусинчи. Первый мэр столичного района Либертадор (1989—1993), избранный путём прямых выборов. Лозунг — «Я верю в Венесуэлу».
- Освальдо Альварес Пас (КОПЕЙ) — юрист и профессиональный политик. 27 лет был членом Национального конгресса (1966—1993), президент венесуэльской Палаты депутатов (1974—1979). С 1989 года губернатор штата Сулия, первый в истории Венесуэлы губернатор избранный народом. Лозунг — «Вперёд с Освальдо».
- Андрес Веласкес («Радикальное дело») — инженер-металлург и профсоюзный деятель, губернатор штата Боливар. Баллотировался в президенты в третий раз.

### Результаты
| \| \| \| | 30,46 % |
|          |         |

|  |  |

| \| \| \| | 23,61 % |
|          |         |

|  |  |

| \| \| \| | 22,73 % |
|          |         |

|  |  |

| \| \| \| | 21,95 % |
|          |         |

|  |  |

| \| \| \| | 0,37 % |
|          |        |

|  |  |

| \| \| \| | 0,33 % |
|          |        |

|  |  |

| \| \| \| | 0,84 % |
|          |        |

|  |  |

| \| \| \| | 0,10 % |
|          |        |

|  |  |

| \| \| \| | 0,09 % |
|          |        |

|  |  |

| \| \| \| | 0,07 % |
|          |        |

|  |  |

| \| \| \| | 0,07 % |
|          |        |

|  |  |

| \| \| \| | 0,03 % |
|          |        |

|  |  |

| \| \| \| | 0,02 % |
|          |        |

|  |  |

| \| \| \| | 0,02 % |
|          |        |

|  |  |

| \| \| \| | 0,02 % |
|          |        |

|  |  |

| \| \| \| | 0,02 % |
|          |        |

|  |  |

| \| \| \| | 0,01 % |
|          |        |

|  |  |

| \| \| \| | 0,01 % |
|          |        |

|  |  |

1. ↑  Учтены как действительные, так и недействительные и пустые бюллетени

## Выборы в Национальный конгресс
| Партия                               | Оригинальное название                        | Палата депутатов | Палата депутатов | Палата депутатов | Палата депутатов | Сенат     | Сенат | Сенат | Сенат      |
| Партия                               | Оригинальное название                        | Голоса           | %                | Места            | +/-              | Голоса    | %     | Места | +/-        |
| ------------------------------------ | -------------------------------------------- | ---------------- | ---------------- | ---------------- | ---------------- | --------- | ----- | ----- | ---------- |
| Демократическое действие             | исп. Acción Democrática, AD                  | 1.099.728        | 23,34            | 55               | ▼42              | 1.165.322 | 24,74 | 16    | ▼6         |
| Социал-христианская партия КОПЕЙ     | исп. COPEI                                   | 1 065 512        | 22,62            | 53               | ▼14              | 1 103 896 | 23,43 | 14    | ▼6         |
| «Радикальное дело»                   | исп. La Causa Radical, LCR                   | 974 190          | 20,68            | 40               | ▲37              | 1 005 816 | 21,35 | 9     | ▲9         |
| «Национальная конвергенция»          | исп. Convergencia Nacional, CN               | 651 918          | 13,84            | 26               | Первый раз       | 650 352   | 13,80 | 6     | Первый раз |
| Движение к социализму                | исп. Movimiento al Socialismo, MAS           | 509 068          | 10,81            | 24               | ▲6               | 526 197   | 11,17 | 5     | ▲2         |
| Организация подлинного обновления    | исп. Organización Renovadora Auténtica, ORA  | 41 085           | 0,87             | 1                | ▼1               | 41 157    | 0,87  | 0     | ▬          |
| Движение национальной целостности    | исп. Movimiento de Integración Nacional, MIN | 29 433           | 0,63             | 1                | ▲1               | 23 459    | 0,50  | 0     | ▬          |
| Народное избирательное движение      | исп. Movimiento Electoral del Pueblo, MEP    | 27 635           | 0,59             | 1                | ▼1               | 26 545    | 0,56  | 0     | ▬          |
| Демократический республиканский союз | исп. Unión Republicana Democrática, URD      | 26 299           | 0,56             | 1                | ▼1               | 25 732    | 0,55  | 0     | ▬          |
| Коммунистическая партия Венесуэлы    | исп. Partido Comunista de Venezuela, PCV     | 21 180           | 0,45             | 0                | ▼1               | 14 159    | 0,30  | 0     | ▬          |
| Новое демократическое поколение      | исп. Nueva Generación Democrática, NGD       | н/д              | н/д              | 1                | ▼5               | н/д       | н/д   | 0     | ▼1         |
| 58 других партий                     | 58 других партий                             | 265 170          | 5,63             | 0                | —                | 128 583   | 2,72  | 0     | —          |
| Недействительные/пустые бюллетени    | Недействительные/пустые бюллетени            | 1 117 998        |                  | —                | —                | 1 117 998 |       | —     | —          |
| Всего                                | Всего                                        | 5 829 216        | 100              | 203              | ▲2               | 5 829 216 | 100   | 50    | ▲4         |
| Источник: D. Nohlen                  |                                              |                  |                  |                  |                  |           |       |       |            |

1. ↑  Также учтены голоса отданные за Новое демократическое поколение
2. ↑  Учтены как действительные, так и недействительные и пустые бюллетени

| Народное голосование (%) | Народное голосование (%) | Народное голосование (%) | Народное голосование (%) | Народное голосование (%) |
| ------------------------ | ------------------------ | ------------------------ | ------------------------ | ------------------------ |
| AD                       |                          |                          | 23.34 %                  |                          |
| COPEI                    |                          |                          | 22.62 %                  |                          |
| LCR                      |                          |                          | 20.68 %                  |                          |
| CN                       |                          |                          | 13.84 %                  |                          |
| MAS                      |                          |                          | 10.81 %                  |                          |
| Другие                   |                          |                          | 8.72 %                   |                          |

| Распределение мест в Палате депутатов (%) | Распределение мест в Палате депутатов (%) | Распределение мест в Палате депутатов (%) | Распределение мест в Палате депутатов (%) | Распределение мест в Палате депутатов (%) |
| ----------------------------------------- | ----------------------------------------- | ----------------------------------------- | ----------------------------------------- | ----------------------------------------- |
| AD                                        |                                           |                                           | 27.09 %                                   |                                           |
| COPEI                                     |                                           |                                           | 26.11 %                                   |                                           |
| LCR                                       |                                           |                                           | 19.70 %                                   |                                           |
| CN                                        |                                           |                                           | 12.81 %                                   |                                           |
| MAS                                       |                                           |                                           | 11.82 %                                   |                                           |
| Другие                                    |                                           |                                           | 2.46 %                                    |                                           |

| Распределение мест в Сенате (%) | Распределение мест в Сенате (%) | Распределение мест в Сенате (%) | Распределение мест в Сенате (%) | Распределение мест в Сенате (%) |
| ------------------------------- | ------------------------------- | ------------------------------- | ------------------------------- | ------------------------------- |
| AD                              |                                 |                                 | 32.00 %                         |                                 |
| COPEI                           |                                 |                                 | 28.00 %                         |                                 |
| LCR                             |                                 |                                 | 18.00 %                         |                                 |
| CN                              |                                 |                                 | 12.00 %                         |                                 |
| MAS                             |                                 |                                 | 10.00 %                         |                                 |

## Значение
Выборы 1993 года отличались от предыдущих рекордно низкой явкой, всего 60,2 %, а также очень высокой долей недействительных или пустых бюллетеней. Около 40 % избирателей опустили в урны для голосования незаполненные или испорченные бюллетени. Считается, что причиной подобного поведения избирателей был кризис доверия, как ко всей венесуэльской политической системе, так и к ведущим партиями и политикам страны.
Сразу по окончании выборов кандидат партии «Радикальное дело» Андрес Веласкес подал жалобы о нарушениях, заявив, что представителей его партии были лишены возможности присутствовать при подсчёте голосов. Также со стороны Веласкеса и его команды были и другие сообщения и о других нарушениях, в том числе очень медленном пересчёте бюллетеней. Все эти признаки фальсификации выборов не подтвердили другие кандидаты.